# Гудачки квартет Аниме
Гудачки квартет „Аниме”, једна је од млађих српских камерних група класичне музике, основана фебруара 2014. године у Београду. Квартет чине: Душица Младеновић, виолина, Мина Младеновић, виолина, Марина Поповић, виола и Теодора Николић, виолончело. Чланице квартета уз своје редовне наступе организују и хуманитарне концерте и концерте за групације којима је оваква врста догађаја мање доступна.

## Каријера чланица квартета
Душица Младеновић
Од 2011. члан је Београдске филхармоније, анагажована је као професор виолине у Музичкој школи „Петар Коњовић”, била је стипендиста Фонда за младе таленте, концертмајстор Немачко-скандинавског омладинског оркестра у Берлину. За њен трио виолина „Доминанте”, музику су писали ирски композитори.
Мина Младеновић
Завршила је Академију уметности у Новом Саду. Члан је виолинског дуа са Ангелином Новаковић са којом активно наступа од 2008. године. Наступала је као солиста са оркестром AUNS и оркестром Camarata Academica из Новог Сада. Тренутно се бави педагошким радом у МШ „Станислав Бинички”.
Марина Поповић
Дипломирала на Фаултету музичких уметности у Београду у класи проф. Јасне Максимовић (2010), након чега је уписала мастер студије у Крстиансанду (Норвешка) и постала стипендиста те државе, у класи проф. Бåрд Монсен, а дипломирала је у класи проф. Adam Grüchot (2012). За време студија, почиње да свира и виолу и да наступа у камерним саставима.
Била је концерт мајстор CEI-Youth Orchestra-Italy и Deutsch-Skandinavische Jugend-Philharmonie (2006) с којим је наступала у Берлинској филхармонији.
Освајала је награде на такмичењима у земљи, како из виолине и клавира, тако и као камерни музичар. Једна је од 204 добитника у акцији за најзаслужније и најуспешније грађане Србије. Добитник је стипендије за 1.000 најбољих студената и стипендије за последипломске студије у иностранству.
Теодора Николић
Музичко образовање стекла је у Београду. Стални је сарадник оркестра и опере „Мадленијанум” и оркестра Дома Војске „Станислав Бинички”. Бројне наступе остварила је са камерним оркестром Гудачи „Светог Ђорђа”.
Тренутно је запослена као члан оркестра Српског Народног позоришта у Новом Саду.

## Особености ансамбла
И поред тога што је квартет састављен од четири гудачка инструмента које, упркос сродности, није једноставно помирити у заједничком звуку, његове чланице су спремно прихватиле изазов, и за сваког извођача, успеле да пронађу различите могућности у решавању бројних акустичких проблема и боје звука као и оне везане за бројне композиторе. У томе им је свакако помогло и стечено знање са студија на музичким академијама, на којима се гудачки квартет изучава као посебан предмет, али и богатство партитура за гудачки квартет; Бечких класичара, раних романтичара и моногих композитора 20. века и савременог доба, који се у својим делима посветили изузетну пажњу овој врсти састава.
У децембру 2014. чланице кваретета реализовале су први самостални пројекат „Београд воли класику” у оквиру кога су одржани концерти и предавања за децу у Културном центру Чукарица и Дому културе Студентски град.

## Музички опус
Први заједнички наступ чланице квартета „Аниме“ имале су у Београду, на свечаном отварању такмичења „Млади виртуоз” у Музичкој школи „Петар Коњовић”. Потом су следили наступи у најпознатијим оркестрима у Србији: Београдска филхармонија, Гудачи „Светог Ђорђа“, Оркестар Српског народног позоришта у Новом Саду, оркестар Опере „Мадленианум“, оркестар Дома Војске „Станислав Бинички“ итд.
Гудачки квартет „Аниме”, у другој години постојања, за само стотину дана одржао је низ целовечерњих концерата у градовима Србије, почев од Београда (Галерије „Артгет” Културног центра Београда, Велика дворана Студентског културног центра и Музеј науке и технике САНУ), преко Зајечара (ОМШ „Стеван Стојановић Мокрањац”), Краљева (Народни музеј), Уба (МШ „Петар Стојановић”) до Чачка (УГ „Надежда Петровић”).
Тренутно чланице квартетеа раде на реализацији пројекта „Свирајмо класику” који има за циљ едукацију у области камерне музике и децентрализацији културне сцене са низом концерата и радионица камерне музике по градовма Србије.
Поводеом 60. годишњце постојања Културног центра Београд, у јануару 2017. године квартет је наступио у свечанј сали Скупштине града Београда и тиме отворио јубиларну сезону.